# Vého
Vého ist eine französische Gemeinde mit 111 Einwohnern (Stand 1. Januar 2022) im Département Meurthe-et-Moselle in der Region Grand Est (vor 2016 Lothringen). Sie gehört zum Arrondissement Lunéville und zum Kanton Baccarat.

## Geografie
Die Gemeinde liegt etwa 40 Kilometer ostsüdöstlich von Nancy im Südosten des Départements Meurthe-et-Moselle. Nachbargemeinden sind Leintrey im Norden und Nordosten, Reillon im Osten und Südosten, Domjevin im Süden und Südwesten, Manonviller und Laneuveville-aux-Bois im Westen sowie Emberménil im Nordwesten.

## Geschichte
Die heutige Gemeinde wurde 1034 unter dem Namen Wihoth erstmals in einem Dokument der Abtei Saint-Remy erwähnt. Vého unterstand der Vogtei Vic und gehörte zur Provinz Trois-Évêchés (Drei Bistümer), die faktisch 1552 an Frankreich fiel. Von 1793 bis 1801 war die Gemeinde dem Distrikt Blâmont zugeteilt. Ebenfalls von 1793 bis 1801 war sie Teil des Kantons Leintrey. Von 1801 bis 2015 war die Gemeinde in den Kanton Blâmont eingegliedert. Seit 1801 ist sie dem Arrondissement Lunéville zugeordnet. Die Gemeinde lag bis 1871 im alten Département Meurthe, der nach dem für Frankreich verlorenen Deutsch-Französischen Krieg teilweise an das Deutsche Kaiserreich abgetreten werden musste. Seither bildet die Gemeinde einen Teil des Départements Meurthe-et-Moselle mit den Gebieten, die nach dem Frieden von Frankfurt 1871 bei Frankreich verblieben sind.

## Bevölkerungsentwicklung
| Jahr                       | 1962 | 1968 | 1975 | 1982 | 1990 | 1999 | 2007 | 2019 |
| Einwohner                  | 148  | 126  | 100  | 84   | 87   | 75   | 105  | 107  |
| Quellen: Cassini und INSEE |      |      |      |      |      |      |      |      |

## Verkehr
Vého liegt südlich der Bahnstrecke von Paris nach Straßburg und hat keine eigene Haltestelle. Die nächstgelegene Haltestelle ist in der Nachbargemeinde Emberménil. Südlich der Gemeinde führt die N4 vorbei. Der nächstgelegene Vollanschluss ist in Bénaménil. Für den regionalen Verkehr sind die D19 und die D162 wichtig, die durch das Dorf führen.

## Sehenswürdigkeiten
- Dorfkirche Saint-André
- zwei Wegkreuze
- Denkmal und Gedenkplatte für die Gefallenen[1][2]

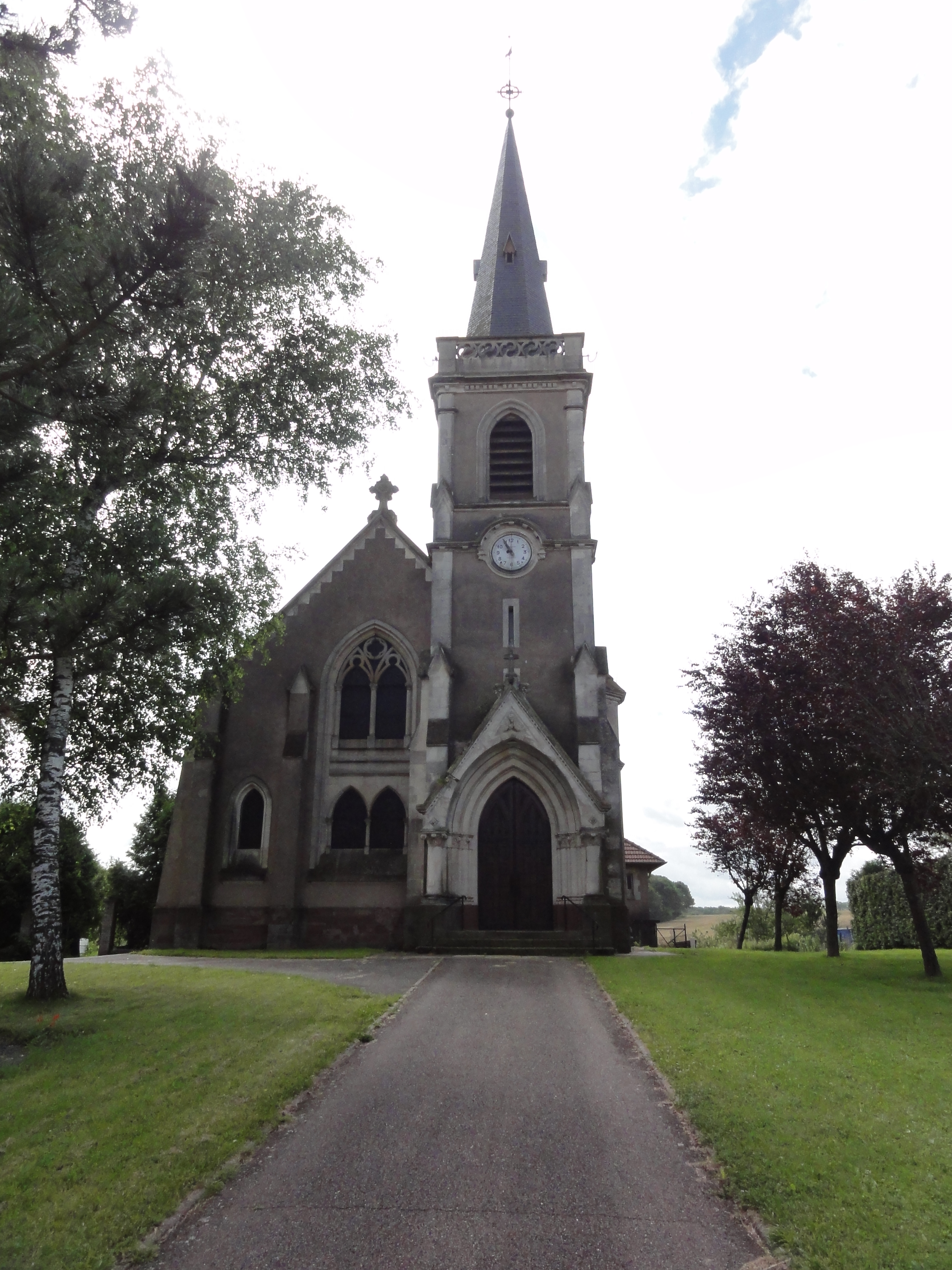
Dorfkirche Saint-André
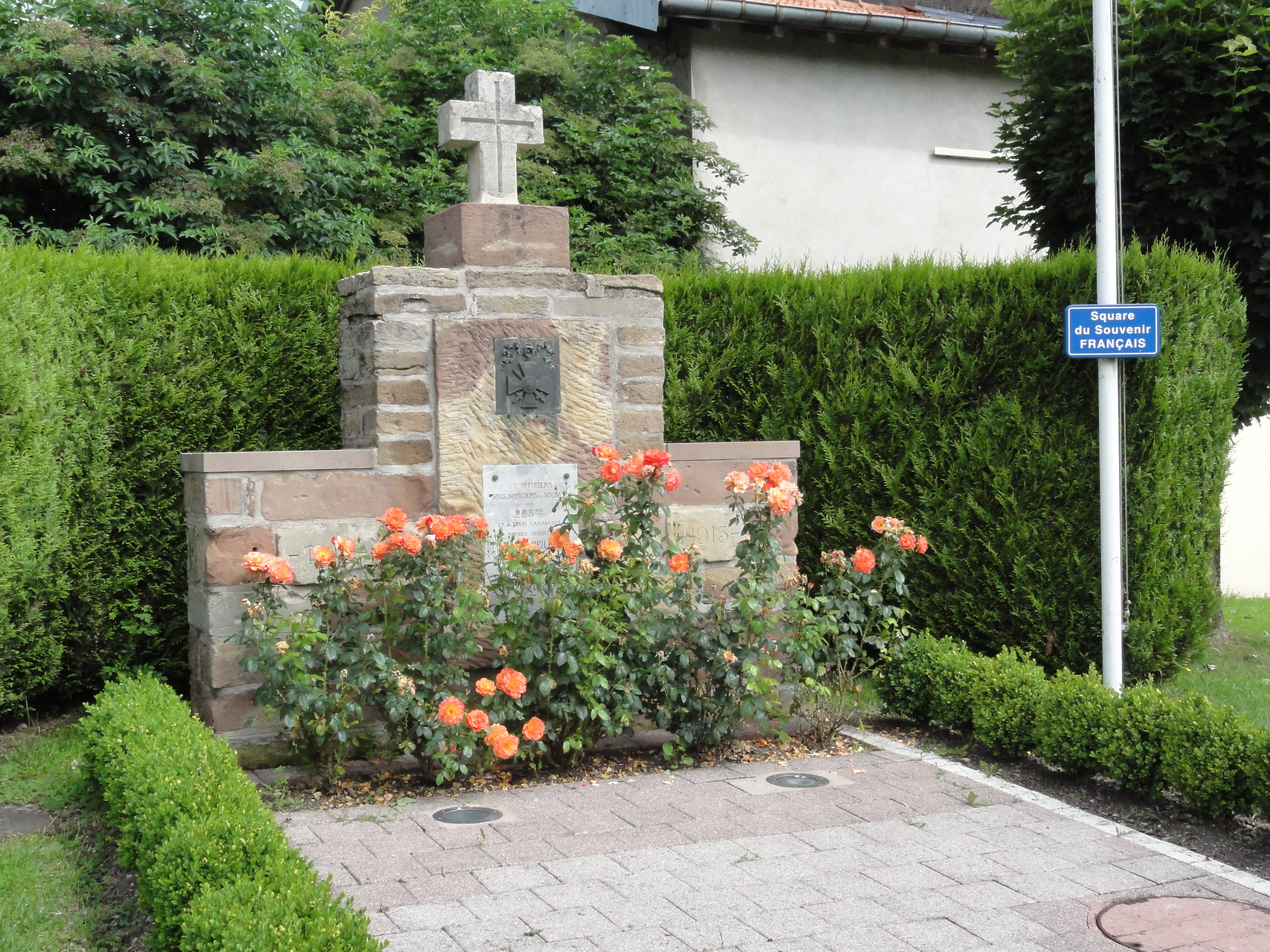
Denkmal für die Gefallenen
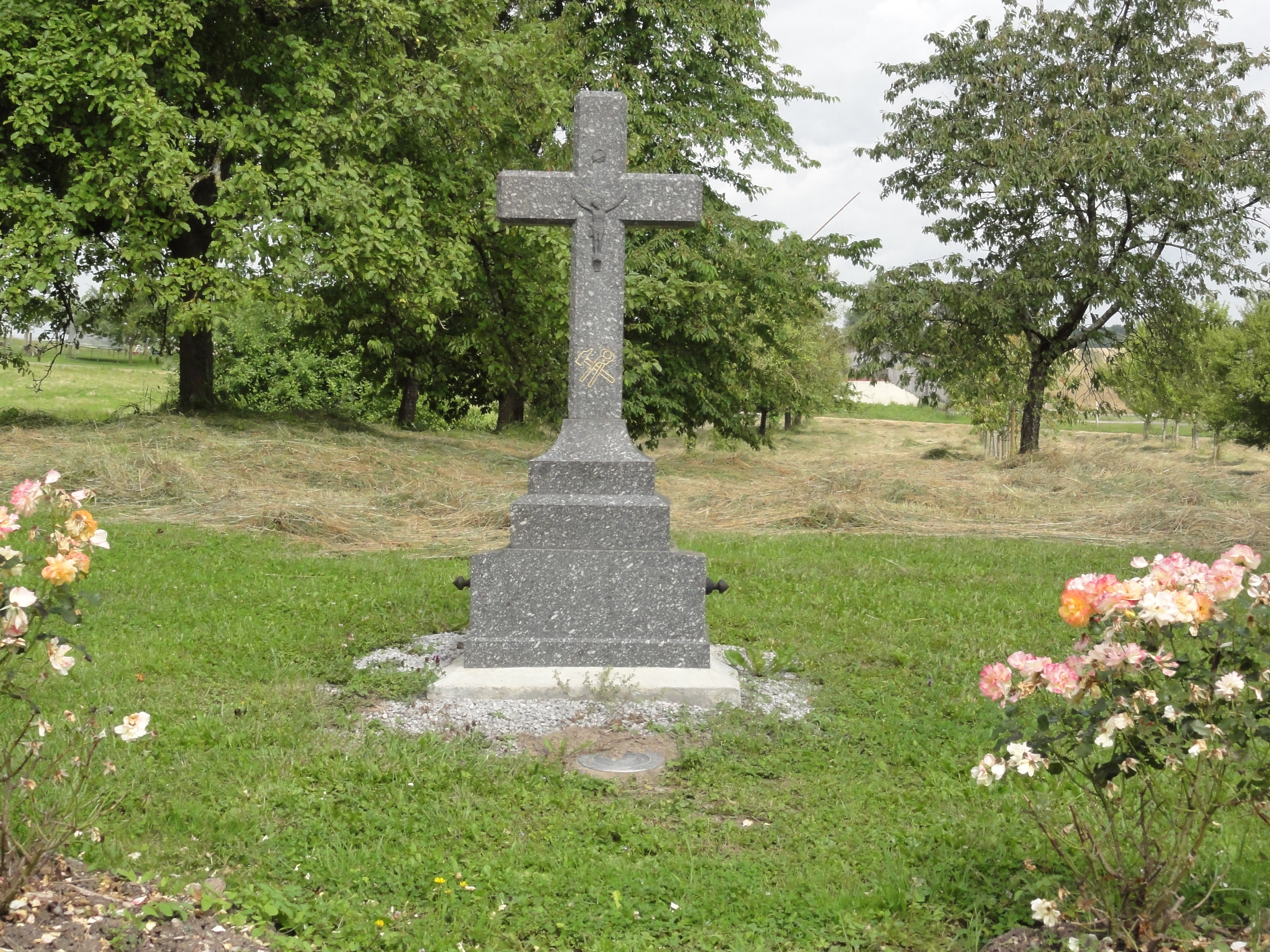
Eines der beiden Wegkreuze
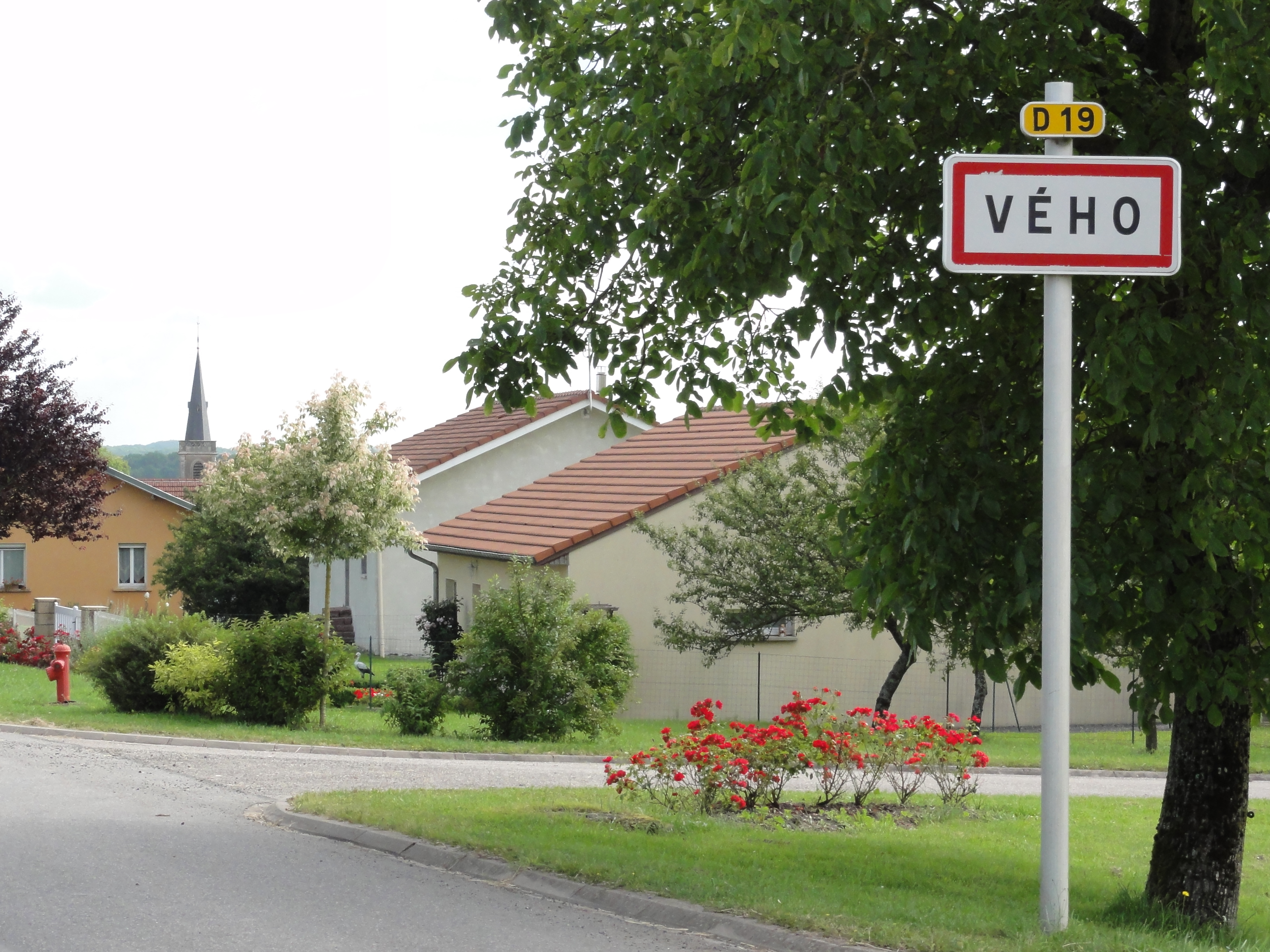
Dorfeingang

## Persönlichkeiten
- Henri Jean-Baptiste Grégoire (1750–1831), in Vého geborener Priester, Bischof und Politiker zur Zeit der Französischen Revolution